# 13歳のハローワーク
『13歳のハローワーク』（13さいのハローワーク、Job Guidance for the 13-year-olds and all triers）は、村上龍による日本の書籍。挿絵はイラストレーターのはまのゆか。514種の職業を百科全書、あるいはエッセイの体裁で紹介した内容。2003年12月に幻冬舎から刊行された。2010年3月には89の職業を追加した改訂版『新 13歳のハローワーク』が刊行された。
マスコミで取り上げられたり、学校で教材として採用されるなど大きな話題となり、累計発行部数で130万部を売り上げるミリオンセラーとなった。本作の内容に独自のストーリーを追加したメディアミックス作品も作られており、2008年5月29日には本作を題材にしたニンテンドーDS用のゲームソフトが発売されたほか、2012年1月13日から本作を題材としたテレビドラマが放送された。
タイトルに「ハローワーク」という名称があるが、一般に「ハローワーク」と呼ばれている公共職業安定所とは一切無関係である。

## 内容
タイトルの通り、514（改訂版では593）の職業を紹介している本である。さまざまな職業を「○○が好き」という好奇心に応じて探せるように分類がされており、自分の好きな分野のページを開くとその分野に関連する職業がそれぞれ紹介されている。世間であまり知られていない職業についても触れられている。本文は大きめの文字サイズと多数のイラストが採用されており、読書慣れしていない子供にも読みやすくなっている。
各職業の項目では、仕事内容の概要や、その職に就くために求められる能力や経験などが、常体の文章で解説されている。著者である村上龍本人の職業観を語るエッセイも掲載されており、職業は生きるための手段ではなく、生きる目的そのものであるなどと述べられている。なお、村上自身の職業である作家は、「最後の職業」と評され、他者に伝える価値のある情報を持っているならいつでも誰にでもなる資格はあるが、作家から他の仕事に転身することはできないので、他の職業を体験してからでも遅くない、という趣旨のことが書かれている。
最終章には、「特別編」が用意されており、ここには「戦争が好き」「ナイフが好き」「テレビゲームが好き」「エッチなことが好き」などの項目がある。「○○が好きだからといって△△になれるわけではない」などと、読者に注意を喚起する内容となっている。「戦争が好き」であることに反省を促しながらも、アメリカ軍兵士が、「職業」のひとつとして肯定的に掲載されている。また異論も理解しつつ、自衛官になるのが合理的であるかどうかを考える材料として、特別編では「職業としての自衛官」というページが用意され、別枠ではあるが他の職業よりも比較的多くページが割かれ紹介されている。ほかに、警察官などその他の公務員、および軍事評論家についても掲載がある。
巻末では「明日のための予習」として、いわゆる終身雇用の崩壊を踏まえた職業環境に対する著者の持論や、書籍が執筆された2003年時点におけるIT、環境ビジネス、バイオ産業についての将来性について論じられている。IT産業については、必用とされる技術の変化が激しいために労働者の働き方としては不安定な状況が続くという見解が紹介されており、「ITブームに踊らされるな」という旨の否定的な紹介がされている。
2005年には、インターネット上に公式ウェブサイトが開設された。ここでも職業について調べられるほか、その職業に就いている人に質問することもできる。

## 評価
ライターの速水健朗は、自分の「やりたいこと」に合った仕事を見つけることが大事だという趣旨自体は否定すべきものではないとしながらも、この著作が日本全国の学校に配備されて、あたかも仕事に対する唯一の価値観であるかのような印象を与えてしまいかねないことに警鐘を鳴らしている。

## 書誌情報
幻冬舎より発売されている。
- 『13歳のハローワーク』 2003年11月30日発行（2003年12月2日発売[8]）。ISBN 4-344-00429-9。
- 『新 13歳のハローワーク』 2010年3月25日発売[8]。ISBN 978-4-344-01802-0。

## メディアミックス

### ゲーム

#### ボードゲーム
2006年9月にはタカラトミーより、本作に関連したボードゲーム「おしごと発見! 人生ゲーム」が、『人生ゲーム』シリーズの第40作目として発売された。幻冬舎の協力により100種類の職業がゲーム中に登場しており、年少のプレイヤーに職業に対する興味を持ってもらうことを意図した内容となっている。

#### コンピューターゲーム
2008年5月29日にはデジタルワークスエンターテインメントより、本作を題材にしたニンテンドーDS用のアドベンチャーゲーム『13歳のハローワークDS』が発売された。未来の世界からタイムスリップしてきた少女「加藤ミク」が様々な職業をミニゲームとして体験していくという、独自のストーリーが描かれている。登場人物に初音ミクを起用したり、声優としてキャイ〜ンを起用したりするなどの話題作りが行われた。

### テレビドラマ
2012年（平成24年）1月13日から同年3月9日にかけ、テレビ朝日系列で、本作を題材にした連続ドラマ『13歳のハローワーク』が放送された。TOKIOの松岡昌宏が演じる主人公が、タイムスリップで過去の自分に出会い、過去の自分を変えることで現在の自分を変えようとするという内容の、独自のストーリーが描かれている。